# Recilia glabra
Recilia glabra là loài côn trùng thuộc họ Cicadellidae, bộ Cánh nửa. Loài này được Cai & Britton miên tả năm.